# Thesium refractum
Thesium refractum là một loài thực vật có hoa trong họ Santalaceae. Loài này được C.A.Mey. miêu tả khoa học đầu tiên năm 1841.